# 阿洛迪厄姆鎮區 (堪薩斯州葛蘭姆縣)
阿洛迪厄姆鎮區（英語：Allodium Township）是位於美國堪薩斯州葛蘭姆縣的一個行政鎮區。

## 地方資料
阿洛迪厄姆鎮區的面積為174.74平方千米，當中陸地面積為174.64平方千米，而水域面積為0.10平方千米。根據2010年美國人口普查的數據，當地共有人口51人，而人口密度為每平方千米0.29人。

## 外部連結
- US-Counties.com
- City-Data.com （页面存档备份，存于）